# Scène d'escamotage
Scène d'escamotage je francouzský němý film z roku 1898. Režisérkou je Alice Guy (1873–1968), která se pravděpodobně inspirovala snímkem Escamotage d'une dame chez Robert-Houdin režírovaný Georgem Mélièsem.
Ve filmu hraje stejný muž, který si ve filmu Chez le magnétiseur zahrál hypnotizéra.

## Děj
Kouzelník posadí ženu na gauč, kde ji zakryje dekou. Když přikrývku odkryje, namísto ženy leží opice. Kouzelník ji nechá zmizet. Poté se žena znovu objeví, ale kouzelník jí nechá znovu zmizet. Na konci se kouzelník s dámou ukloní.